# VV Montferland
VV Montferland is een Nederlandse amateurvoetbalclub uit de gemeente Montferland in Gelderland. De club is in 2019 ontstaan bij een fusie van de voetbalverenigingen VV Sint Joris uit Braamt en VV Zeddam uit Zeddam, De thuiswedstrijden en trainingen van VV Montferland vinden plaats op sportpark De Padevoort in Zeddam.
FC Bergh · VV Den Dam · DVC'26 · SV Kilder · SV Loil · VV Montferland · RKSV 't Peeske · VV Sprinkhanen